# Hilkersreuth

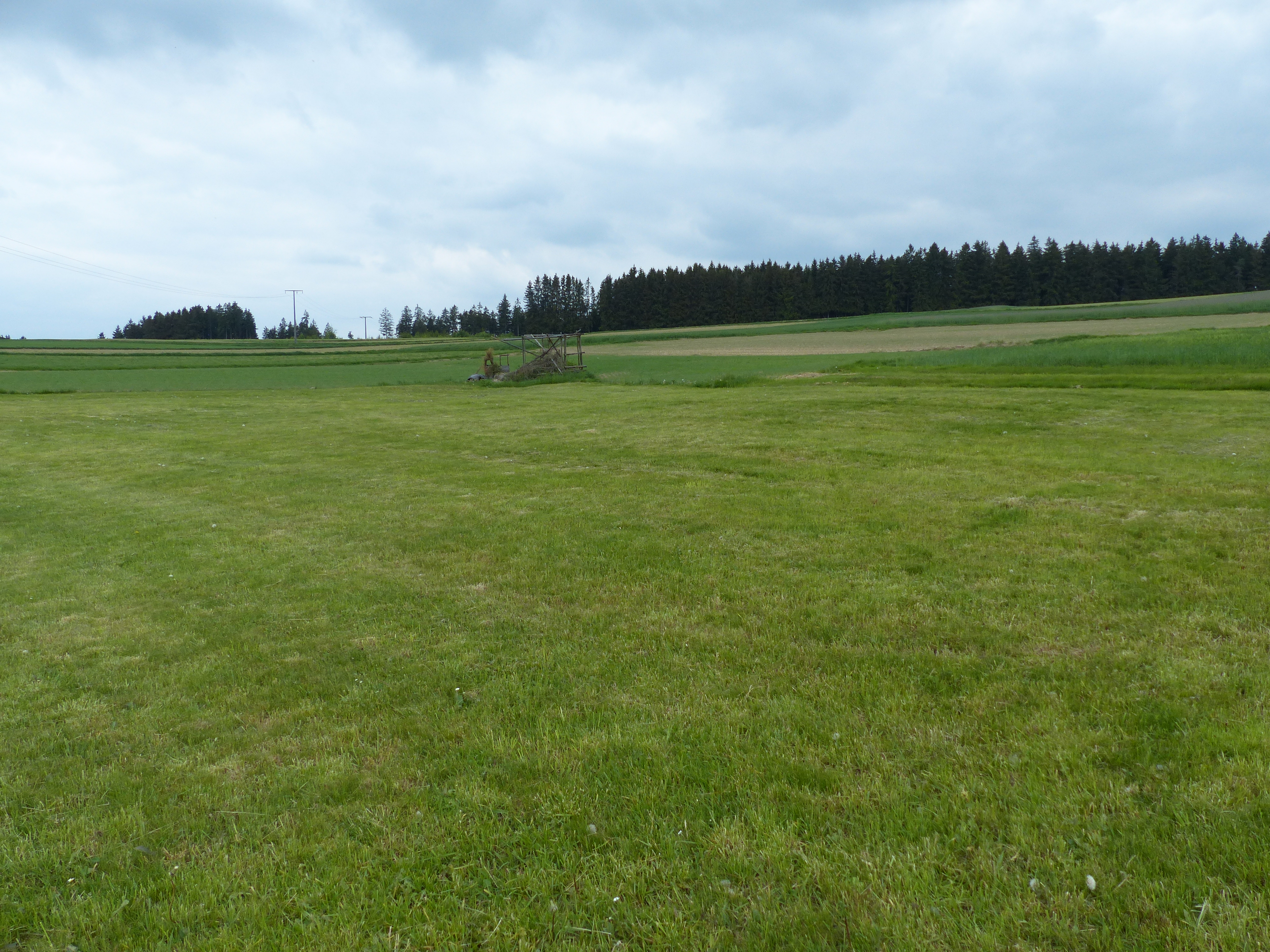
Wüstungsareal mit Überresten des Brunnens

Hilkersreuth ist eine Wüstung im Stadtgebiet von Helmbrechts im oberfränkischen Landkreis Hof.
Hilkersreuth, auch Hilgertsreuth, liegt unmittelbar nördlich von Helmbrechts westlich der Staatsstraße St 2195. Eine Verbindungsstraße zwischen der Schlegelmühle und Kleinschwarzenbach zweigt zum Flurgebiet Hilkersreuth auf einer Anhöhe ab. Die Lage einzelner Flure zueinander und Überreste mindestens eines Brunnens sind Hinweise auf die Wüstung. Scherbenfunde belegen dies ebenfalls. Der Bereich ist als Bodendenkmal D-4-5736-0115 geschützt. Nach Günther von Geldern-Crispendorf ist eine späte mittelalterliche Besiedlung als Einzelhof charakteristisch für die Region, wonach in dem zunehmend dichter besiedelten Raum nur noch einzelne Siedler Teile des verbliebenen Allmende-Waldes roden konnten. Die Siedlungen nahmen dann meist nur die Größe von Weilern an oder blieben Einzeln. Die Radialhufenfluren von Kleinschwarzenbach enden im Bereich Hilkersreuth. Im Landbuch von Schauenstein ist die Wüstung Hilkersreuth Teil der Gemarkung Kleinschwarzenbach und die Felder sind unter den Bauern aus Kleinschwarzenbach aufgeteilt und werden von ihnen bestellt. Der Ort Hilkersreuth ist 1563 im Kulmbacher Pfründebuch als Wüstung genannt. Nach den Bayreuther Standbüchern ist das wieder bewohnte Hilkersreuth im Jahr 1774 zusammen mit einem später ebenfalls abgegangenen Schafhof genannt. Hilkersreuth wechselte von der Pfarrei Münchberg zur Pfarrei Helmbrechts. Als Abgabe wurde die „Dreißigste Garbe“, abgeleitet vom Zehnt, fällig. Der genaue Zeitpunkt, wann Hilkersreuth erneut zur Wüstung wurde, ist unbekannt. Ludwig Bencker schrieb 1856, dass der letzte Gutsbesitzer von Hilkersreuth in einem Pistolenduell im Streit um eine Schafhut gestorben sein soll. 
In unmittelbarer Nähe von Hilkersreuth wird neben einem Schafhof die Kleinschwarzenbacher Mühle erwähnt. Mit dem Burggräflichen Verzeichnis von 1408 wird außerdem ein „Heinrichsreuth“ oder „Hönrichsreuth“ als wüste Einzelsiedlung genannt. Der heutige Grönbach wurde 1408 als Heinrichsreuthbach bezeichnet. Wie der Jaythof und andere kleine Orte scheint auch Heinrichsreuth von der Fehde der Burggrafen mit den Vögten von Weida betroffen gewesen zu sein. Im Landbuch von Schauenstein dient der Ortsname Heinrichsreuth zur Lagebeschreibung des Weihers an der heutigen Staatsstraße. Mit Grub und Hoftheile schließen sich nordöstlich weitere wüste Siedlungsbereiche an. Im Rahmen des Projektes Wüstungen um Kleinschwarzenbach erschien 2015 eine Karte mit Erläuterungen zu den drei Wüstungen.